# Yu-pan
Yu-pan.（ゆうぱん）は、日本の作曲家、編曲家、マニピュレーター。BOND&Co.所属。群馬県北橘村（現・渋川市）出身。血液型はB型。別名はYUPA。本名は萩原祐二。

## 人物
2008年よりYu-panからYu-pan.へ改名。マニピュレーターとして大塚愛のアルバムに参加。YUPA名義で堀江由衣などを手掛ける作曲家・編曲家。堀江へ楽曲提供した「ヒカリ」はオリコンチャート初登場5位を獲得。アニメソング等の制作も手掛ける。

## Yu-pan. 名義での主な音楽制作実績
あ行
- キュンキュンアイドリング!!!, バンバンアイドリング!!!
  - 遥かなるバージンロード（emajic）

- 愛美
  - We're the stars
  - 運命の檻
  - 数えきれないさよなら
  - 君が好きだよ

- 伊禮俊一
  - いとし春よ、いとし君よ~涙のさくら~
  - 恋ノ花ビラ

- 大塚愛
  - 片思いダイヤル
  - ビー玉

か行
- かなでももこ
  - Sing in the Dark
  - Damask Rose
- 小林豊
  - Jumpin' to a Wild Soul

- 近藤真彦
  - Let's Go!

さ行
- さんみゅ〜
  - 最後のLONELINESS

- Secret
  - Intro 〜WELCOME to SECRET TIME〜

- Joe Rinoie with 水野佐彩
  - 風のトラベラー

- 白石涼子
  - 月夜に雨は降りますか
  - a precious pride

た行
- II MIX⊿DELTA
  - 時空を超えて

- 外川陽子
  - 探しもの
  - 瞳

な行
- Neko Jump
  - 一緒に + Ne
  - 妄想ランデブー

は行
- predia
  - 忘却のシンデレラ
  - Wedding Story

- 藤崎結朱
  - Lunatic blade

- 堀江由衣
  - ヒカリ
  - Secret Garden（emajic）

ま行
- 水樹奈々
  - 理想論
  - ALONE ARROWS

や行
- 矢住夏菜
  - SLAVE
  - Endless Sky
  - Sweet ChikenBoy

- ユンナ
  - 好きなんだ
  - 贈りそびれた言葉

ら行
- LOVE
  - MAGIC
  - STARLIGHT
  - MOONLIGHT
  - RED EYE

キャラクターソング
- パンチライン
  - ROLEPLAYING
  - U LA LA
  - Strange Girl

- Re:ステージ!
  - 恋はフュージョン
  - Realize

## YUPA 名義での主な音楽制作実績
- 堀江由衣
  - ヒカリ
  - Pandora
  - Farewell Rain
  - Secret Garden

- II MIX ⊿ DELTA
  - 時空を超えて

- 三森すずこ
  - ときめいて Dream

- 米倉千尋
  - 君に伝えたい

- レ・ミィ×コトナ
  - ありのままで lovin' U

- 犬夜叉（CV：山口勝平）
  - 蒼き野生を抱いて

- 奈落（CV：森川智之）
  - 落日

- 日暮かごめ（CV：雪野五月）
  - たったひとつの約束

- 弥勒（CV：雪野五月） feat. 珊瑚＆七宝（CV：桑島法子＆渡辺久美子）
  - 風のなかへ

- 白石涼子
  - 月夜に雨は降りますか
  - a precious pride

- 保志総一朗
  - ～Re,infinity～∞
  - 禁じられた恋情は朝露に

- Friends
  - ユウヤケイロ
  - 願い
  - キタカゼ
  - ガールズクライシス

- Aice5
  - Stardust～Aice5のテーマ～
  - 白い月

- ゆいかおり
  - Magic starter
  - 駆け抜けてBlue

- 野中藍
  - LOVE@MESSENGER

他多数

### テレビアニメ関連楽曲
※オープニング / エンディング / 挿入歌など
- いぬかみっ!
  - 堀江由衣「ヒカリ」

- 超速変形ジャイロゼッター
  - 近藤真彦「Let's Go!」

- ヒロイック・エイジ
  - 浦壁多恵「Azurite」

- FAIRY TAIL
  - 愛美「We're the stars」
  - 米倉千尋「君に伝えたい」

- 断裁分離のクライムエッジ
  - 愛美「運命の檻」

- 機獣創世記ゾイドジェネシス
  - レ・ミィ×コトナ「ありのままで lovin' U」

- 今日の5の2
  - Friends「secret base ～君がくれたもの～」（1話 - 3話）
  - Friends「大爆発No.1」（4話 - 5話）
  - Friends「夏祭り」（6話）
  - Friends「ユウヤケイロ」（7話 - 9話）
  - Friends「願い」（10話 - 12話）
  - Friends「ニセモノ」（13話）※演奏（Bass）

- OAD『今日の5の2』
  - Friends「キタカゼ」

- キスダム -ENGAGE planet-
  - II MIX ⊿ DELTA「時空を超えて」

### ゲーム関連楽曲
- ルーンファクトリー4
  - Joe Rinoie with 水野佐彩「風のトラベラー」

- 追放選挙
  - 遠藤ゆりか「Melody and Flower」

- NOeSIS ～羽化～（フルリメイク版）
  - かなでももこ「Damask Rose」

- NOeSIS 歌う影の戯曲
  - 藤崎結朱「Lunatic blade」

## Yuji Hagiwara 名義での主な音楽制作実績

### CM

#### 日本
- 地方競馬全国協会（NAR）
- 地方競馬全国協会（NAR） Young編
- ブリヂストンスポーツ
  - TOUR B JGR
  - TOUR B JGRボール
  - NEW「TOUR B JGR」ボール
- スターフライヤー　新セイフティビデオ
- jun ashida 2018 SS COLLECTION スペシャルムービー 【dé-jà-vu】（デジャヴ）
- DHC オリーブバージンオイル クリスタル スキンエッセンス 奇跡の融合編
- 内閣府 JKビジネス却下
- Wella 板谷由夏 ヘアカラートリートメント (JP)
- GOING BEYOND: Special Animation with Manchester United | KANSAI PAINT
- 外付ブラインド ブリイユ BRIIL
- BMW - X4
- ハウス食品 House Wellness Foods HK L-137
- Fine Visual
- Creare
- かんぽ生命（カンポくん）
- EVITA
- Bose
- 【富士通CM】おにぎり（流通）篇 60秒 組んでみるか、富士通と。
- TOYOTA RHOMBUS | Diamond-layout EV Concept
- リポビタンD『ドラフト会議2019』篇 30秒
- ジェイリース
- Nikon x Sponsorship | Heroes Be brave
- イミュ デジャヴュ 塗るつけまつげ
- 【MEN'S TBC】脱毛はスキンケアのひとつです篇
- さつき株式会社 ZA FREE
- ロート ケアセラ
- GSK DentalLab 泡ウォッシュ
- ユニクロ ワイヤレスブラシェイプリフト
- Amazon
  - Holiday Campaign （Adfest 2021 Bronze受賞）
  - New Year Harunoumi
  - New Year Sales
  - Prime Day
  - Best Of Prime

#### 中国
- Mercedes-Benz
- Sony | α | α7R III - Unveil
- Canon EOS M
- Centrum TVC
- Dicos TVC
- Oppein - TVC
- Luckin Coffee_OTVC
- GOGOKID TVC
- Gore-Tex Social Film Bunker & Lost and Found
- P&G Tide Pods x 101 girls OTVC
- Extra: Metro
- Extra: Tomb
- Extra: Restaurant (15sec)
- Aupres
- Alipay
- JD 618 Campaign
- Zespri TVC (Guitar Chorus only)
- Alpenliebe
- McDonald's
- DUNLOP
- Comfort1
- Comfort2
- Panasonic Brand Theme Song Remix_2020
- Panasonic Brand Video 2019
- Pandora
- Extra Relaunch TVC Campaign
- Keep TVC
- NESTEA
- Glico Pejoy TVC 2021
- Make Essense(理然)
- Toshiba - Details Matter
- ChunYue纯悦
- Minute Maid
- Times China  (CLIO TWO silver Clio awards)
- TOSHIBA Details

#### フィリピン
- The First Filipino Film